# Typ Sunrise
Der Typ Sunrise (von der Bauwerft als Projekt Sunrise geführt) ist ein Tankmotorschiffstyp der niederländischen Werft GS Yard in Waterhuizen. Der Typ wird seit 2012 gebaut.

## Konstruktion
Der Typ wurde von der Bauwerft in Zusammenarbeit unter anderem mit dem Germanischen Lloyd und dessen Entwicklungsabteilung Future Ship entwickelt. Das Ergebnis ist ein Typ-C-Tanker mit Doppelhülle, der in zwei verschieden großen Versionen gebaut wird, als circa 85 bis 86 Meter bzw. als 110 Meter langes Tankmotorschiff. Durch einen strömungsoptimierten Rumpf mit einem speziellen Wulstbug konnte der Wasserwiderstand vermindert und der Treibstoffverbrauch um 20 Prozent gesenkt werden. Die Verwendung von hochfestem Schiffbaustahl verringert das Leergewicht und erhöht die Tragfähigkeit gegenüber einem herkömmlichen Schiff deutlich.
Die beschichteten Ladetanks der Schiffe sind mit einer Heizung versehen. Zum Laden und Löschen stehen zwei Pumpen mit je 300 m³/Std. und eine Pumpe mit 150 m³/Std. zur Verfügung. Das Steuerhaus ist hydraulisch absenkbar. Die Wohnung wurde teilweise versenkt im Achterschiff eingebaut und somit eine für Kanalfahrten vorteilhafte geringe Höhe über der Wasserlinie von nur 4,30 Meter bei leerem Schiff erreicht. Besonders auffallend ist, dass die Wohnung über die Gesamtbreite des Schiffs geht und das durchgehende Fensterband, das oft im Yachtbau anzutreffen ist. Letzteres wurde nicht bei allen Schiffen umgesetzt. Die auf der Roof angebrachten Geländer sind umklappbar.

## Technische Daten und Ausstattung
Der Antrieb besteht aus zwei Volvo-Penta-D13-Motoren, die ihre Kraft über ein Wendegetriebe mit einer Untersetzung von 5044:1 an die beiden vierflügeligen Schiffspropeller im High-Scew-Design abgeben. Die Verwendung von zwei Antriebsmotoren hat den Vorteil des geringeren Gewichts im Vergleich zu einem entsprechend größeren Motor und den redundanten Aufbau. Es wurden teilweise Motoren mit unterschiedlichen Leistungen verbaut. Zunächst kamen Motoren mit 450 PS Leistung zum Einsatz, später auch Motoren mit 500 bzw. 750 PS Leistung.
Im Bug ist ein Vierkanal-Bugstrahlruder mit teilweise unterschiedlicher Leistung eingebaut. Für den elektrischen Antrieb der Lösch- und Ladepumpen und des Bugstrahlruders stehen zwei von Volvo-Penta-D9-Dieselmotoren mit 300 kW Leistung angetriebene Stamford-Generatoren zur Verfügung. Teilweise stehen zusätzlich noch zwei John-Deere-Generatoren mit 85 und 60 kVA Scheinleistung zur Verfügung.
Die Schiffe unterscheiden sich teilweise in Bezug auf ihre Ausstattung. So ist auf den als Bunkerboote gebauten Einheiten beispielsweise auf dem Vorschiff ein 20 Meter langer Bunkermast installiert.

## Schiffe
| Typ Sunshine        | Typ Sunshine | Typ Sunshine | Typ Sunshine | Typ Sunshine |
| Bauname             | Typ          | Baunummer    | ENI-Nummer   | Baujahr      |
| ------------------- | ------------ | ------------ | ------------ | ------------ |
| Georg Burmester     | 85m          | 133          | 04810390     | 2012         |
| Hannah-Luisa        | 85m          | 134          | 04810510     | 2012         |
| Piz Bever           | 85m          | 136          | 04810470     | 2012         |
| Asterode            | 85m          | 142          | 04810890     | 2013         |
| Benza               | 85m          | 143          | 04811050     | 2013         |
| Manito              | 85m          | 148          | 04811359     | 2014         |
| Chantal             | 110m         | 149          | 04811580     | 2014         |
| Nicole Burmester    | 85m          | 150          | 04811460     | 2014         |
| Girbaud             | 85m          | 151          | 04811700     | 2014         |
| Bliek               | 85m          | 155          | 04811980     | 2015         |
| Lotti Burmester     | 85m          | 174          | 04812480     | 2017         |
| Mai-W               | 85m          | 175          | 04812580     | 2017         |
| Dorestad            | 85m          | 176          | 04812590     | 2017         |
| Gervais             | 85m          | 177          | 04812770     | 2017         |
| Lisa Reich          | 85m          | 178          | 04812820     | 2017         |
| Janina-R            | 110m         | 179          | 04812830     | 2017         |
| Return              | 110m         | 180          | 04812940     | 2017         |
| Chantal II          | 110m         | 181          | 04813040     | 2017         |
| Griffioen           | 110m         | 183          | 04813060     | 2018         |
| Alemar              | 85m          | 184          | 04813160     | 2018         |
| Burmester 100       | 85m          | 191          | 04813340     | 2018         |
| Katharina Burmester | 85m          | 193          | 04813500     | 2019         |
| Holly Reich         | 85m          | 194          | 04813540     | 2019         |
| Saskia Reich        | 110m         | 195          | 04813550     | 2019         |
| Verna               | 85m          | 196          | 02338176     | 2019         |
| Westerode           | 85m          | 197          | 04813640     | 2019         |
| Westerhuesen        | 85m          | 198          | 04813670     | 2019         |
| Tom Burmester       | 85m          | 199          | 04813700     | 2019         |
| Svenja Reich        | 85m          | 209          | 04813690     | 2019         |
| Hosta               | 110m         | 210          | 04813770     | 2020         |
| Alexia              | 85m          | 304          | 06105603     | 2018         |